# 爱德华多·瓦格霍恩
爱德华多·瓦格霍恩（西班牙語：Eduardo Waghorn，1966年6月14日—），出生于智利圣地亚哥，是智利音乐家，作曲家，词曲作者和律师，他也涉猎诗歌，艺术绘画和广告。他是500多首歌曲的作者。瓦格霍恩将自己的风格定义为“Trova，流行音乐和民间音乐的混合体”。